# Родобольский, Игорь Олегович
И́горь Оле́гович Родобо́льский (18 марта 1960, Гродно, Гродненская область, БССР — 8 сентября 2024, Екатеринбург, Россия) — полковник Военно-воздушных сил Российской Федерации, участник Афганской войны, Первой и Второй чеченской войны, Герой Российской Федерации (2003).
Начальник отдела управления авиации 5-й армии ВВС и ПВО Приволжско-Уральского военного округа, с 2013 года в запасе ВС России. Имел квалификацию лётчик-снайпер. На момент увольнения в запас его выслуга в вооружённых силах превышала возраст на 10 лет — в боевых действиях месяц службы идёт за три.

## Биография
Родился 18 марта 1960 года в городе Гродно, БССР, в семье врачей Олега и Галины Родобольских (они познакомились в вузе).
В 1968 году семья переехала в Витебскую область, в Новополоцк, где Игорь окончил среднюю школу № 6 и Витебский аэроклуб ДОСААФ.
В 1979 году поступил на службу в Вооружённые Силы Союза. В 1983 году с отличием окончил Сызранское высшее военное авиационное училище лётчиков, после чего служил в авиационных вертолётных частях Южной группы войск на территории Венгрии. Был штурманом экипажа, а затем — командиром экипажа вертолёта Ми-8. В 1982 году женился.
В 1986 году был переведён в Нерчинск (Забайкальский военный округ), где формировались экипажи для направления в Афганистан. Перед поездкой в Афганистан проходил обучение в Узбекистане (Каган, Чирчик). В 1986—1987 и в 1988—1989 годах участвовал в Афганской войне в должности командира звена. Совершил около 200 боевых вылетов, за доблесть и мужество в боях был награждён тремя орденами. Вертолётное формирование, в котором воевал Игорь Родобольский, последним среди ВВС 40-й армии покинуло Афганистан.
После «Афгана» служил в различных военных округах, был командирован в Камбоджу на 8 месяцев (июль 1992 — март 1993 года, Пномпень, в рамках миссии ООН).
В 1994—1996 годах — участник Первой чеченской войны.
С 1999 года — участник Второй чеченской войны, сначала заместитель командира, а после командир вертолётной эскадрильи в составе 55-го отдельного Севастопольского вертолётного полка Северо-Кавказского военного округа.
25 февраля 2000 года в сложнейших метеоусловиях при видимости менее 300 метров доставил продукты и боеприпасы взводу спецназа, занявшему оборону на высокогорной площадке горы Еккыркорт (из-за сложных метеоусловий в течение 12 дней не было возможности доставить продукты и боеприпасы).
30 мая (по другим данным, 31-го мая) 2001 года в районе посёлка Центорой во главе группы из трёх вертолётов Ми-8 вылетел на эвакуацию окружённой группы армейского спецназа. Принял на борт 6 раненых солдат, прикрывал огнём эвакуацию остальных раненых. От прямого попадания из крупнокалиберных пулемётов вертолёт получил повреждения (позднее выяснилось, что был пробит бензобак и имелось 30 пулевых пробоин) и загорелся, однако подполковник Родобольский довёл почти неуправляемую машину до ближайшей воинской части и совершил посадку.
31 декабря 2001 года при эвакуации тяжелораненых в районе Аргунского ущелья в полной темноте, ориентируясь по сигнальным ракетам разведчиков, совершил посадку в 400 метрах от атакующих боевиков, которые вели огонь по звукам работающих двигателей (и многократно попали в вертолёт), и доставил раненых на базу.
11 января 2002 года при ликвидации крупной базы чеченских боевиков в районе Шаро-Аргуна во главе группы из 6 вертолётов первым вывел свою машину на позиции боевиков, вызывая огонь на себя, после чего обнаруженные выстрелами позиции боевиков были накрыты огнём звена боевых вертолётов. После того, как шестеро из высадившихся десантников были ранены огнём уцелевшего пулемёта, Родобольский снизился и «прислонил» вертолёт к крутому склону на два колеса. При погрузке раненых вертолёт получил 24 попадания, была повреждена приборная доска, вышла из строя часть оборудования, сам Родобольский получил ранение в руку, но, непрерывно маневрируя, стал выводить вертолёт из-под вражеского огня. Прямым попаданием из гранатомёта была разрушена крайняя секция одной из лопастей несущего винта, были вырваны два звена, но лётчик удержал управление и вернулся на базу.
Осенью 2002 года участвовал в ликвидации банды в районе ингушского села Галашки, в бою вертолёт получил 20 пробоин, но Родобольский продолжил вести огонь по боевикам и сумел увернуться от ракеты, выпущенной по вертолёту из ПЗРК «Игла».
Всего с 1995 по 2004 год совершил более 1700 боевых вылетов с налётом более 5000 часов.
Помимо боевых, совершал и мирные вылеты: во время сильного наводнения в Чечне летом 2002 года совершил 98 вылетов в зону бедствия, доставил 35 тонн гуманитарных грузов, вывез 170 человек, в том числе 50 больных и раненых. 15 июля 2002 года вывез из высокогорного села в Аргунском ущелье в условиях плотного тумана при видимости 300 метров тяжелобольного чеченского ребёнка и его мать для срочной медицинской операции.
За время боевых действий эвакуировал с поля боя свыше 500 раненых солдат и офицеров. Автор ряда новых тактических приёмов по боевому применению вертолётов в горной местности, внедрённых в систему обучения и в практику боевого применения, лично подготовил к ведению боевых действий в горной местности с посадками на высотах до 3000 метров 18 боевых лётчиков. Трижды представлялся к званию Героя Российской Федерации.
Указом Президента Российской Федерации № 1092 от 21 сентября 2003 года за проявленный героизм при выполнении воинского долга в Северо-Кавказском регионе подполковнику Родобольскому Игорю Олеговичу присвоено звание Героя Российской Федерации с вручением медали «Золотая Звезда» (№ 797). При вручении награды в Кремле от волнения чуть не забыл свою фамилию. В представлении на звание Героя России было описано 12 эпизодов мужества и героизма; по словам членов наградной комиссии, звезду Героя можно было давать за каждый из них.
С 2005 года начальник отдела управления авиации 5-й армии ВВС и ПВО Приволжско-Уральского военного округа. С 2013 года — в запасе.
Скончался 8 сентября 2024 года на 65-м году жизни. Прощание прошло 12 сентября в Окружном доме офицеров Екатеринбурга.
Похоронен на почетной секции Широкореченского кладбища города Екатеринбурга.

## Общественная деятельность

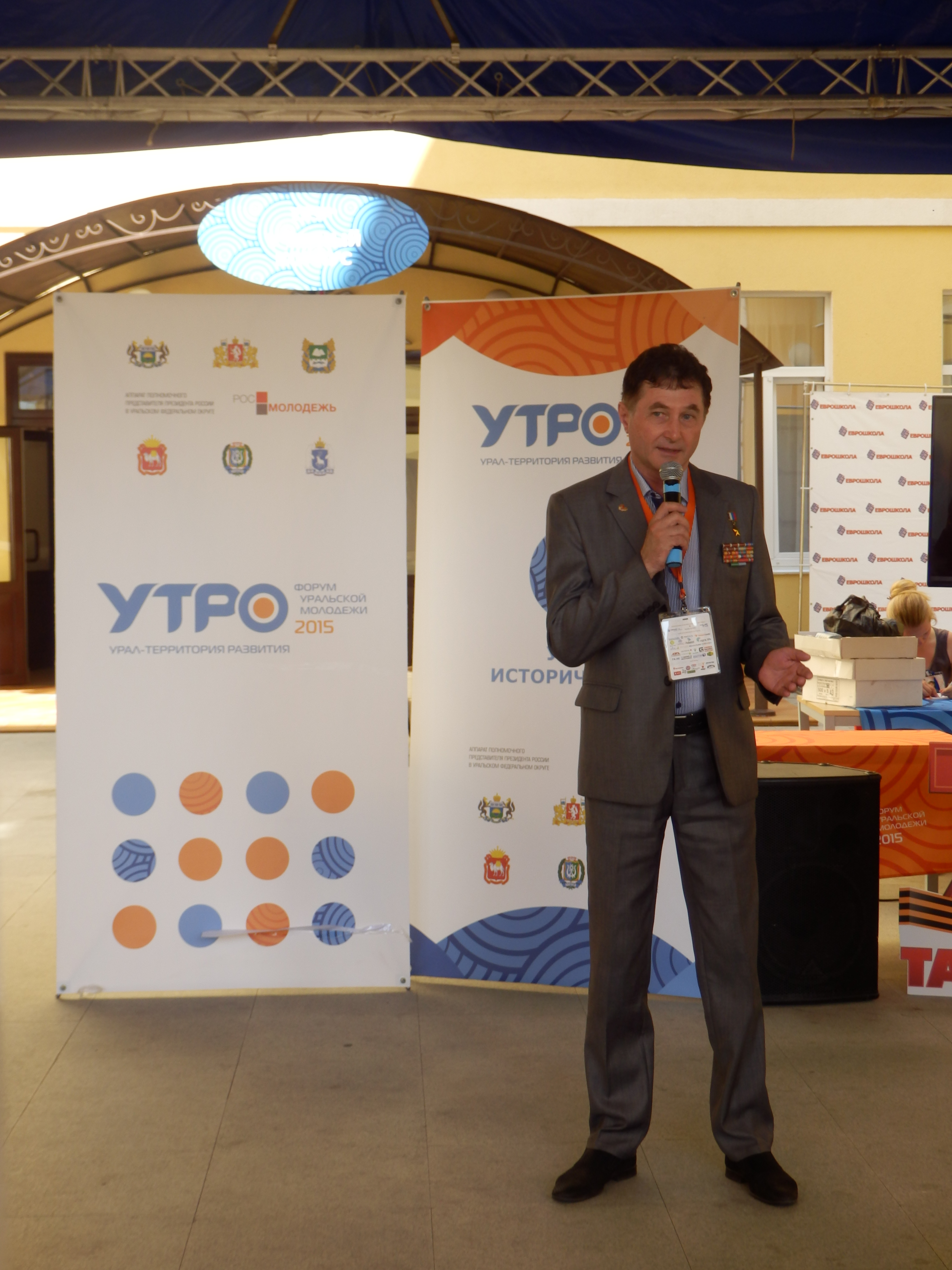
И. О. Родобольский на молодёжном форуме «УТРо-2015» (г. Тюмень). 24 июня 2015 г.

После выхода в запас в 2013 году стал директором Государственного автономного учреждения Свердловской области — регионального Центра патриотического воспитания.
В 2012 году поступил в институт кадрового развития и менеджмента УрГПУ (магистрант).
Являлся руководителем Свердловского регионального отделения Общероссийской общественной организации «Российская Ассоциация Героев».
Член правления Свердловской Областной Организации Общероссийской общественной организации «Российский Союз ветеранов Афганистана».
Один из попечителей благотворительного фонда «Уральский Витязь».

## Награды
Награждён двумя орденами Красной Звезды, орденом «За службу Родине в Вооружённых Силах СССР» 3-й степени, российскими тремя орденами Мужества (7 декабря 1995, 18 ноября 2000, 28 ноября 2001), орденом «За военные заслуги» (7 ноября 1997), медалями.
Занесён в Книгу рекордов Вооружённых сил Российской Федерации как обладатель максимального количества государственных наград, полученных одним военнослужащим ВКС РФ.
Почётный гражданин Свердловской области (15 ноября 2024).

## Семья
Отец — Олег Родобольский, хирург (умер в 1980 году), мать — Галина Фёдоровна (умерла в 2001 году), акушер-гинеколог. Жена Лариса Фёдоровна Родобольская, сын Олег (род. 1983), дочь Оксана (род. 1989), внуки — Игорь (род. 2011, назван в честь деда), Иван (род. 2020) и Полина (род. 2011).